# Luisina Brando
Luisina Brando (Buenos Aires, 10 de dezembro de 1945) é uma atriz argentina. Os seus trabalhos mais conhecidos são Boquinhas Pintadas (1974), Senhora de Ninguém (1982) e La Señora Ordóñez (1984). Seu trabalho mais recente foi em Doce casas, Historia de mujeres devotas, dirigido por Santiago Loza para a TV Pública.